# Peter Tosh

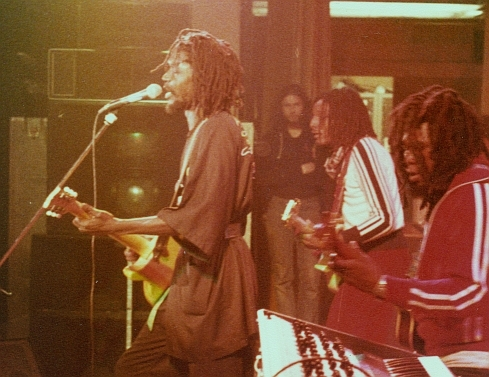
Peter Tosh mit Robbie Shakespeare und der Word, Sound and Power Band im Rahmen der Bush-Doctor-Tour, Cardiff (1978)

Peter Tosh (* 19. Oktober 1944 als Winston Hubert McIntosh in Grange Hill, Westmoreland, Jamaika; † 11. September 1987 in Kingston) war ein jamaikanischer Sänger und Gitarrist. Er war Mitbegründer des Reggae, den er ab Anfang der 1970er Jahre mit der Roots-Reggae-Band The Wailers (später „Bob Marley and the Wailers“) international bekannt machte. Deren fester Bestandteil war Tosh von 1963 bis 1974. In seinen Liedern, zumeist politisch oder religiös, besang er die fehlende Gleichberechtigung der Schwarzen und die Legalisierung von Cannabis. Neben seinem musikalischen Werk verbreitete er die Botschaft der Rastafari-Bewegung.

## Leben

### Jugend
Am 19. Oktober 1944 wurde Winston Hubert McIntosh (alias Peter Tosh) geboren. Er war das einzige Kind von Alvera Coke, einer Anhängerin der Lincoln-Kirche im Landkreis Westmoreland Parish auf der Insel Jamaika. Peters Vater war James McIntosh, der Prediger der örtlichen Kirche in Savanna-la-Mar, die Coke besuchte. Allerdings war Peter nur eines der vielen Kinder James McIntoshs. Der spielte keine Rolle im Leben seines Sohnes und weigerte sich sogar, ihn als solchen anzuerkennen. Die beiden trafen sich das erste Mal, als Peter schon zehn Jahre alt war.
Peter Tosh wuchs in Grange Hill in Westmoreland auf Jamaika auf, wo er von einer Tante groß gezogen wurde. Im Jahr 1957 zog er mit ihr über die Zwischenstation Savanna-La-Mar in die Hauptstadt Kingston, wo sie in Denhamtown wohnten. Als er 15 Jahre alt war, starb seine Tante und er wurde von einem Onkel aufgenommen, der in Trenchtown lebte.
Durch seine Begeisterung für den amerikanischen Rhythm and Blues entwickelte sich seine Leidenschaft für die Musik mehr und mehr.

### Familie
Am 19. Juni 1967 kam Andrew McIntosh zur Welt, der gemeinsame Sohn von Shirley Livingston, Schwester von Neville O’Reilly Livingston, besser bekannt als Bunny Wailer und Tosh. Insgesamt hatte er zehn Kinder, je fünf Söhne (Carlos Andrew, Horace David, Stephen, Nabii und Gamal Jawara) und fünf Töchter (Aldrina Michelle, Camille Erone, Sheba, Tobi und Niambe).
Im Jahr 1974 hatten Peter und Shirley McIntosh einen schweren Autounfall, bei dem seine  Lebensgefährtin starb und er selbst schwerste Kopfverletzungen davontrug. Er befand sich auf dem Rückweg von einem Besuch bei Bob Marley. Den Tod seiner Freundin thematisierte Peter Tosh mit dem Lied Why Must I Cry (erschienen auf dem von EMI veröffentlichten Album Legalize It).

### Tod
Eine Woche nach der Veröffentlichung des Albums No Nuclear War kehrte Tosh am 11. September 1987 zurück nach Jamaika in sein Haus in Kingston. Dort erschienen drei bewaffnete Männer, die Geld von ihm verlangten. Ihr Anführer war Dennis „Leppo“ Lobban, ein Bekannter Toshs. Tosh hatte sich seiner nach einem längeren Gefängnisaufenthalt angenommen und versucht, eine Arbeit für ihn zu finden. Als Tosh erklärte, dass kein Geld im Haus sei, wollten die drei ihm nicht glauben. Mehrere Stunden hielten sie ihn im Haus fest, um Geld zu erpressen. Mittlerweile kamen immer mehr Freunde zum Haus, die seine Ankunft in Jamaika feiern wollten. Frustriert von der schwindenden Aussicht, Geld zu sehen, tötete Lobban Tosh mit zwei Kopfschüssen. Die beiden anderen begannen, um sich zu schießen. Mehrere Anwesende wurden verletzt, darunter der DJ Jeff „Free-I“ Dixon tödlich.
Lobban wurde festgenommen und erhielt die Todesstrafe, die später in eine Gefängnisstrafe umgewandelt wurde. Er bestritt, der Mörder zu sein.

### Nach seinem Tod
Toshs Sohn, Andrew McIntosh, wurde Reggae-Musiker. 2004 veröffentlichte er das Album Andrew Sings Tosh: He Never Died, in dem er an seinen Vater erinnert.
Am 6. Juni 2003 erschien das Best-of-Album von Peter Tosh: The Best of Peter Tosh 1978–1987. Auf dem Cover befindet sich eine Signatur von ihm: Wolde Semayat, sein äthiopischer Name, der Sohn des Donners bedeutet.
Im Jahr 2012 wurde Tosh posthum mit dem Order of Merit ausgezeichnet, dem dritthöchsten jamaikanischen Verdienstorden.
Am 19. Oktober 2016 wurde in Pulse Centre, Trafalgar Road, St Andrew das Peter Tosh Museum eröffnet. Die Feier fand anlässlich des 72. Geburtstags von Peter Tosh statt und Jamaikas Premierminister Andrew Holness hielt die Eröffnungsrede. Das Datum markiert außerdem den 40. Jahrestag des Songs Legalize It.

## Musik

### The Wailers
Der Reggaemusiker Joe Higgs brachte Tosh das Gitarrespielen bei. Von ihm stammte auch der Spitzname „Stepping Razor“, der auf Toshs hitziges Temperament hindeutete. Durch ihn lernte Tosh Anfang der 1960er Jahre Bob Marley und Neville O’Reilly Livingston (alias Bunny Wailer) kennen, die zusammen mit ihren Familien aus dem kleinen Dorf Nine Miles nach Kingston gezogen waren. Zusammen gründeten sie mit Franklin Delano Alexander Braithwaite (alias Junior Braithwaite) und den Backgroundsängerinnen Beverley Kelso und Cherry Smith im Jahr 1963 die Band The Wailers (später auch „The Wailing Wailers“). Zuvor hatte die Band bereits unter vielen anderen Namen gespielt, darunter The Wailing Rudeboys und The Teenagers. Angetrieben von Higgs arbeiteten die Wailers recht fleißig an Arrangements. Von ihm angespornt, landeten sie schließlich Ende 1963 für einen Vorsingtermin bei Clement Seymour „Sir Coxsone“ Dodd in dessen Studio One.
Das Resultat waren etliche erfolgreiche Releases auf Studio One, wie das erste Lied, das Tosh sang, Hoot Nanny Hoot oder One Love. Im Februar 1964 landeten The Wailers mit Simmer Down sogar einen Nummer-eins-Hit in Jamaika (dieser allerdings noch im Ska-Stil). Viele bekannte Lieder folgten, bis Junior Braithwaite und die beiden Backgroundsängerinnen im Jahre 1965 The Wailers verließen. Aus diesem Grund brachen die Wailers bald mit Clement Dodds Label und kamen bei Rainford Hugh „Lee Scratch“ Perrys Label Upsetter Records unter Vertrag. Obwohl sich auch diese Zusammenarbeit nicht finanziell auszahlte, brachte sie aber alle drei musikalisch immens weiter, und so bleiben The Wailers die erfolgreichste Gruppe der Insel.
Im Jahr 1970 stießen zwei neue Musiker zur Band: Die Brüder Aston Francis „Family Man“ („Fams“) Barrett und Carlton Lloyd „Carlie“ Barrett, die als Bassist, beziehungsweise als Schlagzeuger fungierten. In dieser Zeit veränderte sich die bis dahin vom Ska dominierte Musik über Rocksteady hin zu dem, was als Roots-Reggae in die Musikgeschichte einging.
Die gemeinsamen Wege mit Perry trennten sich im Jahr 1972. The Wailers unterzeichneten bei dem Engländer Chris Blackwell und bei seinem Label Island Records einen Vertrag.
Zu dieser Zeit hatten sie bereits ihr eigenes Label, das sie „Tuff Gong“ nannten, gegründet. Das Studio richteten sie auf der Hope Road 56 in dem Haus von Bob Marley ein.
Am 13. April 1973 erschien das Album Catch a Fire, eine der ersten Roots-Reggae-Arbeiten und hob den Reggae damit auf eine komplett neue Ebene. Lieder wie Trenchtown Rock, Stir It Up oder die Tosh-Marley-Co-Produktion Get Up, Stand Up machten die Wailers danach zu weltweit bekannten Musikern.
Mit wachsendem internationalen Erfolg steigerten sich jedoch die Spannungen innerhalb der Gruppe. Insbesondere Tosh traute Blackwell nicht und bemerkte zudem, dass Marley immer mehr zum großen Star avancierte, während die anderen Wailers in seinem Schatten standen. Die Hervorhebung von Marley führte später zu der Umbenennung der Band in „Bob Marley and The Wailing Wailers“. Nachdem Tosh und Livingston auf dem Album Burnin’ überwiegend nur noch als Backgroundsänger auftreten durften, kam es zu unüberbrückbaren Zerwürfnissen, die 1974 zur Trennung führten. Tosh verließ die Band, überwarf sich mit Columbia Records und war, nachdem Marley daraufhin in den USA vor ausverkauften Häusern auftrat, laut Spitz verbittert darüber, dass der von ihm als sein Schüler Betrachtete nun so erfolgreich wurde.

### Zusammenarbeit mit anderen Künstlern

#### Word, Sound and Power

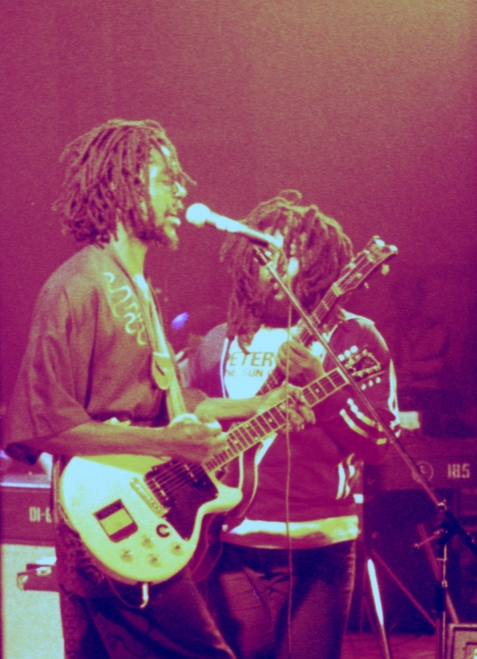
Peter Tosh mit Robbie Shakespeare im Rahmen der Bush-Doctor-Tour, Cardiff (1978)

Nach der Genesung von seinem Autounfall (siehe oben) unterzeichnete er einen Plattenvertrag bei Capitol Records und startete eine Solokarriere. Er arbeitete mit anderen Musikern zusammen und gründete schließlich gemeinsam mit dem Schlagzeuger Lowell „Sly“ Dunbar und dem Bassisten Robert „Robbie“ Shakespeare die Band Word, Sound and Power. Gemeinsam nahmen sie alte Lieder wie Downpressor Man neu auf. Drei Jahre darauf, 1976, kam es zur ersten Albumveröffentlichung: Legalize It hieß das Werk, in dem sie die Legalisierung von Marihuana forderten. 1977 erschien mit Equal Rights bei Columbia Records ein weiterer Roots-Reggae-Longplayer, gespickt mit aufrührerischen Inhalten. Thematisiert wurden neben der Apartheidspolitik Südafrikas ebenso der Rassismus im Allgemeinen, dem Tosh den Appell an die afrikanische Einheit und das Aufbegehren gegen politische Missstände (Get Up, Stand Up) entgegensetzte.
Kurz nachdem das Album veröffentlicht worden war, trat Tosh mit seiner Word, Sound and Power Band neben vielen anderen Künstlern bei dem One Love Peace Concert am 22. April 1978 in Kingston auf. Dort tadelte er Ministerpräsident Michael Norman Manley und Oppositionsführer Edward Philip George Seaga für deren Untätigkeit in Bezug auf Hilfe für die armen Bevölkerungsschichten und rief gleichzeitig dazu auf, Marihuana zu legalisieren. Außerdem attackierte er das „Shitstem“ (eine Rasta-Bezeichnung für „System“), welches seiner Meinung nach dazu benutzt werde, die Schwarzen in der ehemals englischen Kolonie Jamaika zu unterdrücken. Auf diese Aussagen hin ließ die Jamaica Constabulary Force ihn wegen Drogenbesitzes inhaftieren. In Haft wurde er von mehreren Polizisten verprügelt.

#### The Rolling Stones
Im Jahr 1979 unterzeichnete Tosh bei Rolling Stones Records, dem Label der Band The Rolling Stones, nachdem Mick Jagger Toshs Auftritt auf dem One Love Peace Concert gesehen hatte. Während dieser Zusammenarbeit veröffentlichte Tosh drei Alben. Das erste, Bush Doctor, wurde 1978 veröffentlicht. Auf diesem Album sang er unter anderem ein Duett mit Mick Jagger, (You Gotta Walk) Don’t Look Back. Danach spielte er auf der Nordamerika-Tour der Band auf dem Eröffnungskonzert, bevor er die Arbeit an den Alben Mystic Man von 1979 und Wanted Dread and Alive von 1981 begann. Für letzteres Album nahm er auch ein Lied auf, dessen ursprüngliche, von Bob Marley für den holländischen Produzenten Ted Pouder gesungene Originalversion die Inspiration für das Lied Fools Die (For Want of Wisdom) wurde.

### Solokarriere
Im Jahre 1983 erschien das Album Mama Africa, auf dem die Coverversion Johnny B. Goode von Charles Edward Anderson „Chuck“ Berry enthalten war. Das Konzert im Greek Theatre in Los Angeles im August 1983 wurde auf der DVD Peter Tosh Captured Live festgehalten. Zu dieser Zeit war Tosh in vielen Ländern bekannt. Anfang September 1987 veröffentlichte er das Album No Nuclear War und plante, auf das Album eine Tournee folgen zu lassen. Das Album wurde am 2. März 1988 mit dem Grammy in der Kategorie Beste Reggae-Aufnahme ausgezeichnet.

## Diskografie

### Studioalben
The Wailers
- 1973: Catch a Fire
- 1973: Burnin’

### Soloalben
| Jahr | Titel                  | Höchstplatzierung, Gesamtwochen, AuszeichnungChartplatzierungen (Jahr, Titel, Platzierungen, Wochen, Auszeichnungen, Anmerkungen) | Höchstplatzierung, Gesamtwochen, AuszeichnungChartplatzierungen (Jahr, Titel, Platzierungen, Wochen, Auszeichnungen, Anmerkungen) | Höchstplatzierung, Gesamtwochen, AuszeichnungChartplatzierungen (Jahr, Titel, Platzierungen, Wochen, Auszeichnungen, Anmerkungen) | Höchstplatzierung, Gesamtwochen, AuszeichnungChartplatzierungen (Jahr, Titel, Platzierungen, Wochen, Auszeichnungen, Anmerkungen) | Anmerkungen |
| Jahr | Titel                  | DE | AT | UK | US | Anmerkungen |
| ---- | ---------------------- | --- | --- | --- | --- | ----------- |
| 1976 | Legalize It            | — | — | UK54 (1 Wo.)UK | US199 Platin · (2 Wo.)US |             |
| 1978 | Bush Doctor            | — | — | — | US104 (22 Wo.)US |             |
| 1979 | Mystic Man             | DE17 (13 Wo.)DE | AT25 (4 Wo.)AT | — | US123 (10 Wo.)US |             |
| 1981 | Wanted Dread and Alive | DE57 (3 Wo.)DE | AT18 (8 Wo.)AT | — | US91 (3 Wo.)US |             |
| 1983 | Mama Africa            | DE28 (14 Wo.)DE | — | — | US59 (17 Wo.)US |             |

Weitere Soloalben
- 1977: Equal Rights (US: Gold)
- 1987: No Nuclear War

### Livealben
| Jahr | Titel         | Höchstplatzierung, Gesamtwochen, AuszeichnungChartplatzierungen (Jahr, Titel, Platzierungen, Wochen, Auszeichnungen, Anmerkungen) | Höchstplatzierung, Gesamtwochen, AuszeichnungChartplatzierungen (Jahr, Titel, Platzierungen, Wochen, Auszeichnungen, Anmerkungen) | Höchstplatzierung, Gesamtwochen, AuszeichnungChartplatzierungen (Jahr, Titel, Platzierungen, Wochen, Auszeichnungen, Anmerkungen) | Höchstplatzierung, Gesamtwochen, AuszeichnungChartplatzierungen (Jahr, Titel, Platzierungen, Wochen, Auszeichnungen, Anmerkungen) | Anmerkungen |
| Jahr | Titel         | DE | AT | UK | US | Anmerkungen |
| ---- | ------------- | --- | --- | --- | --- | ----------- |
| 1976 | Captured Live | — | — | — | US152 (8 Wo.)US |             |

Weitere Livealben
- 2000: Live at the One Love Peace Concert 1978
- 2001: Live & Dangerous Boston 1976
- 2001: Live at the Jamaica World Music Festival MoBay 1982

### Kompilationen
- 1973: African Herbsman
- 1988: The Toughest
- 1994: Collection Gold
- 1997: Honorary Citizen
- 1999: Scrolls of the Prophet: The Best of Peter Tosh
- 1999: Arise Black Man
- 2002: Dread and Alive
- 2003: The Essential Peter Tosh – the Columbia Years
- 2003: The Best of Peter Tosh 1978–1987
- 2004: Can’t Blame The Youth
- 2004: Black Dignity (JAD)
- 2005: Talking Revolution
- 2009: The Ultimate Peter Tosh Experience

### Singles
| Jahr | Titel Album                                  | Höchstplatzierung, Gesamtwochen, AuszeichnungChartplatzierungen (Jahr, Titel, Album, Platzierungen, Wochen, Auszeichnungen, Anmerkungen) | Höchstplatzierung, Gesamtwochen, AuszeichnungChartplatzierungen (Jahr, Titel, Album, Platzierungen, Wochen, Auszeichnungen, Anmerkungen) | Höchstplatzierung, Gesamtwochen, AuszeichnungChartplatzierungen (Jahr, Titel, Album, Platzierungen, Wochen, Auszeichnungen, Anmerkungen) | Anmerkungen |
| Jahr | Titel Album                                  | DE | UK | US | Anmerkungen |
| ---- | -------------------------------------------- | --- | --- | --- | ----------- |
| 1978 | (You Gotta Walk) Don’t Look Back Bush Doctor | — | UK43 (7 Wo.)UK | US81 (5 Wo.)US |             |
| 1983 | Johnny B. Goode –                            | DE31 (13 Wo.)DE | UK48 (5 Wo.)UK | US84 (4 Wo.)US |             |

### Film / Konzertmitschnitte
- 2002: Captured Live (DVD)
- 2005: Steppin’ Razor RED X (DVD)

## Auszeichnungen für Musikverkäufe
| Goldene Schallplatte - Niederlande - 1979: für das Album Bush Doctor - 1979: für die Single (You Gotta Walk) Don’t Look Back | Platin-Schallplatte - Südafrika - 1983: für das Album Mama Africa |

Anmerkung: Auszeichnungen in Ländern aus den Charttabellen bzw. Chartboxen sind in ebendiesen zu finden.
| Land/RegionAuszeichnungen für Musikverkäufe (Land/Region, Auszeichnungen, Verkäufe, Quellen) | Gold     | Platin     | Verkäufe  | Quellen         |
| -------------------------------------------------------------------------------------------- | -------- | ---------- | --------- | --------------- |
| Niederlande (NVPI)                                                                           | 2× Gold2 | —          | 150.000   | nvpi.nl         |
| Südafrika (RISA)                                                                             | —        | Platin1    | 50.000    | Einzelnachweise |
| Vereinigte Staaten (RIAA)                                                                    | Gold1    | Platin1    | 1.500.000 | riaa.com        |
| Insgesamt                                                                                    | 3× Gold3 | 2× Platin2 |           |                 |